# Wadowice Górne (gromada)
Wadowice Górne – dawna gromada, czyli najmniejsza jednostka podziału terytorialnego Polskiej Rzeczypospolitej Ludowej w latach 1954–1972.
Gromady, z gromadzkimi radami narodowymi (GRN) jako organami władzy najniższego stopnia na wsi, funkcjonowały od reformy reorganizującej administrację wiejską przeprowadzonej jesienią 1954 do momentu ich zniesienia z dniem 1 stycznia 1973, tym samym wypierając organizację gminną w latach 1954–1972.
Gromadę Wadowice Górne z siedzibą GRN w Wadowicach Górnych utworzono – jako jedną z 8759 gromad na obszarze Polski – w powiecie mieleckim w woj. rzeszowskim na mocy uchwały nr 28/54 WRN w Rzeszowie z dnia 5 października 1954. W skład jednostki weszły obszary dotychczasowych gromad Wadowice Górne, Wadowice Dolne, Piątkowiec i Przebendów ze zniesionej gminy Wadowice Górne w tymże powiecie. Dla gromady ustalono 24 członków gromadzkiej rady narodowej.
1 stycznia 1960 do gromady Wadowice Górne włączono obszar zniesionej gromady Wampierzów w tymże powiecie.
31 grudnia 1961 do gromady Wadowice Górne włączono obszar zniesionej gromady Wola Wadowska w tymże powiecie.
Gromada przetrwała do końca 1972 roku, czyli do kolejnej reformy gminnej. 1 stycznia 1973 w powiecie mieleckim reaktywowano gminę Wadowice Górne.